# Erik V. Lind
Erik Vorm Lind (født 29. juli 1875 i Nykøbing Mors, død 1. november 1958 i Skive) var en dansk arkitekt, der især var kendt for at tegne mejerier, men har også tegnet mange andre bygninger i by og på land på Skiveegnen. Erik V. Lind har tegnet 342 mejerier - heraf to på Island - hvilket gør ham til Danmarks ubestridt største mejeriarkitekt. 

## karriere
Han var født i Nykøbing Mors som søn af landinspektør J. Lind. Lind flyttede i 1887 til Skive, hvor han tog realeksamen i 1891, hvorpå han var søsmed på Georg Stage. Han blev udlært som tømrer hos tømrermester Kr. Kjærgaard, Østerbro, i 1894. Derefter tog han konstruktøreksamen og drog på valsen i Sydeuropa og Nordafrika. Han nedsatte sig som arkitekt i Skive i 1904 og var fra 1934 kompagnon med arkitekt Tage Hansen. Han var medlem af Dansk Arkitektforening og blev Ridder af Dannebrog.

## Værker

### Det røde klubhus
Lind tegnede det første klubhus for Skive Idræts Klub. Bygningen blev kendt som "Det Røde Hus" og blev i 1908 opført af træ i én etage med en størrelse på ca. 7,5 × 5 meter. Den sadeltag i tagpap, og over indgangsdøren var der en lille kvist. Huset eksisterer endnu, idet det dog er udvidet og flyttet fra dets oprindelige opførelsessted.

### Brogården
Han tegnede også Brogården (1905-06), Også kaldt lille Rosenborg, da bygningen var inspireret af Rosenborg Slot. Bygherre var Albert Dige (1899-1927), og gården blev en af Skives smukkeste bygninger.[kilde mangler]

### Ågade 16, Skive
FDB's tidligere fælleslager for Salling og Fjends, opført 1923 i seks etager. Efter brand blev det opkøbt af Diges Trælast i 1964 og renoverede i 1965.

### Andre bygninger
Nogle af disse bygninger er kun delvis lavet af Erik V. Lind, og der er også bygninger som ikke længere eksisterer.
- Frederiksdal Alle 3
- Villa Ibis, Fredensgade 9, Skive
- "Børsen" i Skive (1904)[2]
- Skive Dagblads domicil på Torvegade 11 (1905)
- Højslev Kro (1906)
- Skive Sygehus (1908-37) - herunder epidemibygningen fra 1918, der i dag rummer Hospice Limfjord[3]
- Skive Bank[3] (1911-13), der er inspireret af Nationalbanken i København
- Odgaardsvej 20-22[4]
- Krabbeshus, Nordbanevej 24
- Adelgade 16[3] (1912)
- Skive Dampvaskeri, Gyden (1905)
- Forrige Ny Skivehus Købmandshandel (1911-1913)[5]
- B&O fabriksbygning (1945)[6]
- Reformhus i Frederiksdal Alle[7]

#### Landbrugsbygninger
- Dølbygaard, dog kun hovedbygningen (1907).
- Marienlyst (eksisterer ikke længere, har ligget på Marienlystvej i Skive)
- Toftgård (Hindborg)
- Resengård (eksisterer ikke længere, har ligget ved Resen i Skive)
- Astruplund i Grinderslev Sogn[8]

#### Mejeribygninger
Denne liste er ufuldstændig; hjælp gerne med at udfylde den.
- Jebjerg Andelsmejeri (1906) - Linds første mejeribygning[3]
- Skive Andelsmejeri (1911)[3]
- Faster Mejeri
- Andelsmejeriet Nordsalling (1950-51) højloftede produktionsrum med store vinduespartier, fuld kælderetage til lagring af oste. I dag (2013) er det en cirkusfabrik (cirkusskole).
- Krejbjerg Mejeri (det første af mange)
- Ølstrup Andelsmejeri (1938)
- Ulfborg Andelsmejeri (1917), kendt som Tinghuset[9]
- Torsted Andelsmejeri (1934)